# Висдом (Монтана)
Висдом (енгл. Wisdom) насељено је место без административног статуса у америчкој савезној држави Монтана.

## Демографија
По попису из 2010. године број становника је 98, што је 16 (-14,0%) становника мање него 2000. године.
| Група             | 2000.       | 2010.      |
| Белци             | 110 (96,5%) | 95 (96,9%) |
| Афроамериканци    | 0 (0,0%)    | 0 (0,0%)   |
| Азијати           | 0 (0,0%)    | 0 (0,0%)   |
| Хиспаноамериканци | 2 (1,8%)    | 3 (3,1%)   |
| Укупно            | 114         | 98         |